# La Pica (Hortoneda)
La Pica és una surgència, o font de bassal, del poble d'Hortoneda, de l'antic terme d'Hortoneda de la Conca, pertanyent a l'actual municipi de Conca de Dalt, al Pallars Jussà.
Està situada a 923 m d'altitud, al nord-oest d'Hortoneda, a l'Horta d'Hortoneda, al costat meridional del Camí del Solà. Més al sud-est hi ha la Font de l'Horta.